# Diplazium griffithii
Diplazium griffithii är en majbräkenväxtart som först beskrevs av Thomas Moore och som fick sitt nu gällande namn av Friedrich Ludwig Diels.
Diplazium griffithii ingår i släktet Diplazium och familjen Athyriaceae. Inga underarter finns listade i Catalogue of Life.